# Észtország az 1998. évi téli olimpiai játékokon
Észtország a japán Naganóban megrendezett 1998. évi téli olimpiai játékok egyik részt vevő nemzete volt. Az országot az olimpián 5 sportágban 20 sportoló képviselte, akik érmet nem szereztek.

## Biatlon
Férfi
| Versenyző                                                  | Versenyszám      | Lövőhiba    | Időeredmény | Helyezés |
| ---------------------------------------------------------- | ---------------- | ----------- | ----------- | -------- |
| Dimitri Borovik                                            | 10 km sprint     | 1 (0+1)     | 29:19,4     | 18.*     |
| Dimitri Borovik                                            | 20 km egyéni     | 3 (1+0+1+1) | 1:01:07,7   | 31.      |
| Kalju Ojaste                                               | 20 km egyéni     | 4 (2+0+2+0) | 1:02:15,7   | 44.      |
| Janno Prants                                               | 10 km sprint     | 3 (3+0)     | 30:33,4     | 43.*     |
| Janno Prants                                               | 20 km egyéni     | 2 (1+0+1+0) | 59:38,3     | 18.      |
| Indrek Tobreluts                                           | 10 km sprint     | 3 (1+2)     | 30:11,3     | 36.      |
| Janno Prants Indrek Tobreluts Kalju Ojaste Dimitri Borovik | 4 × 7,5 km váltó | 0+13        | 1:26:30,2   | 13.      |

* - egy másik versenyzővel azonos eredményt ért el

## Északi összetett
| Versenyző                                                | Versenyszám | Síugrás | Síugrás | Síugrás    | Sífutás    | Sífutás    | Összesítés | Összesítés |
| Versenyző                                                | Versenyszám | Pont    | Hely.   | Időhátrány | Idő        | Hely.      | Idő        | Helyezés   |
| -------------------------------------------------------- | ----------- | ------- | ------- | ---------- | ---------- | ---------- | ---------- | ---------- |
| Magnar Freimuth                                          | Egyéni      | 194,5   | 37.     | +4:39      | 42:29,5    | 27.        | 47:08,5    | 33.        |
| Ago Markvardt                                            | Egyéni      | 181,5   | 44.     | +5:57      | nem indult | nem indult | kiesett    | kiesett    |
| Tambet Pikkor                                            | Egyéni      | 165,5   | 47.     | +7:33      | 44:13,8    | 41.        | 51:46,8    | 44.        |
| Jens Salumäe                                             | Egyéni      | 203,5   | 24.*    | +3:45      | 44:51,2    | 43.        | 48:36,2    | 39.        |
| Ago Markvardt Jens Salumäe Tambet Pikkor Magnar Freimuth | Csapat      | 749,5   | 11.     | +4:21      | 59:11,9    | 11.        | 1:03:32,9  | 11.        |

* - egy másik versenyzővel azonos eredményt ért el

## Műkorcsolya
| Versenyző      | Versenyszám  | Rövid program     | Rövid program | Rövid program | Kűr               | Kűr   | Kűr         | Összesítés         | Összesítés |
| Versenyző      | Versenyszám  | Több. hely. száma | Hely.         | Hely. pont.   | Több. hely. száma | Hely. | Hely. pont. | Helyezési pontszám | Helyezés   |
| -------------- | ------------ | ----------------- | ------------- | ------------- | ----------------- | ----- | ----------- | ------------------ | ---------- |
| Margus Hernits | Férfi egyéni | 7×20+             | 19.           | 9,5           | 7×20+             | 20.   | 20,0        | 29,5               | 20.        |

## Sífutás
Férfi
| Versenyző                                      | Versenyszám         | Eredmény      | Helyezés      |
| ---------------------------------------------- | ------------------- | ------------- | ------------- |
| Meelis Aasmäe                                  | 30 km               | 1:46:08,8     | 52.           |
| Meelis Aasmäe                                  | 50 km               | nem ért célba | nem ért célba |
| Elmo Kassin                                    | 10 km               | 30:57,8       | 58.           |
| Elmo Kassin                                    | 15 km üldözőverseny | 45:13,2       | 43.           |
| Jaak Mae                                       | 10 km               | 27:56,0       | 6.            |
| Jaak Mae                                       | 15 km üldözőverseny | 41:38,7       | 15.           |
| Jaak Mae                                       | 30 km               | 1:38:52,3     | 11.           |
| Raul Olle                                      | 10 km               | 29:52,3       | 37.           |
| Raul Olle                                      | 15 km üldözőverseny | nem indult    | nem indult    |
| Raul Olle                                      | 30 km               | 1:40:03,5     | 17.           |
| Andrus Veerpalu                                | 10 km               | 28:00,7       | 8.            |
| Andrus Veerpalu                                | 15 km üldözőverseny | nem indult    | nem indult    |
| Andrus Veerpalu                                | 30 km               | 1:40:09,9     | 19.           |
| Andrus Veerpalu Raul Olle Elmo Kassin Jaak Mae | 4 × 10 km váltó     | 1:44:20,9     | 10.           |

Női
| Versenyző       | Versenyszám         | Eredmény  | Helyezés |
| --------------- | ------------------- | --------- | -------- |
| Õnne Kurg       | 5 km                | 20:58,7   | 73.      |
| Õnne Kurg       | 10 km üldözőverseny | 28:37,0   | 61.      |
| Õnne Kurg       | 15 km               | 52:08,3   | 40.      |
| Õnne Kurg       | 30 km               | 1:34:59,9 | 48.      |
| Katrin Šmigun   | 5 km                | 18:48,7   | 20.      |
| Katrin Šmigun   | 10 km üldözőverseny | 30:16,3   | 15.      |
| Katrin Šmigun   | 15 km               | 49:18,9   | 13.      |
| Kristina Šmigun | 30 km               | 1:34:18,1 | 46.      |
| Cristel Vahtra  | 5 km                | 19:41,4   | 53.      |
| Cristel Vahtra  | 10 km üldözőverseny | 33:40,4   | 50.      |
| Cristel Vahtra  | 15 km               | 52:32,7   | 46.      |
| Cristel Vahtra  | 30 km               | 1:31:09,3 | 29.      |

## Szánkó
| Versenyző     | Versenyszám | 1. futam | 1. futam | 2. futam | 2. futam | 3. futam | 3. futam | 4. futam | 4. futam | Összesítés | Összesítés |
| Versenyző     | Versenyszám | Idő      | Hely.    | Idő      | Hely.    | Idő      | Hely.    | Idő      | Hely.    | Idő        | Helyezés   |
| ------------- | ----------- | -------- | -------- | -------- | -------- | -------- | -------- | -------- | -------- | ---------- | ---------- |
| Andrus Paul   | Férfi egyes | kizárták | kizárták | kiesett  | kiesett  | kiesett  | kiesett  | kiesett  | kiesett  | kiesett    | kiesett    |
| Helen Novikov | Női egyes   | 52,760   | 21.      | 52,594   | 21.      | 52,204   | 23.      | 51,705   | 20.      | 3:29,263   | 20.        |